# یواس‌اس چارا (ای‌کی‌ای-۵۸)
یواس‌اس چارا (ای‌کی‌ای-۵۸) (به انگلیسی: USS Chara (AKA-58)) یک کشتی بود که طول آن ۴۵۹ فوت ۳ اینچ (۱۳۹٫۹۸ متر) بود. این کشتی در سال ۱۹۴۴ ساخته شد.